# Награда Цар Константин
Цар Константин је награда која се додељује глумцу за најбољу мушку улогу у филму на Фестивалу глумачких остварења Филмски сусрети у Нишу. Установљена је 1967. године.
Добитника бира трочлани жири, а награда се састоји од статуе Цара Константина и симболичног новчаног износа. Једини четвороструки добитник ове награде је Александар Берчек. Бата Живојиновић је награђен два пута (1971. и 1973), а 2005. године му је уручена и почасна награда Цар Константин за 50 година рада на филму.

## Добитници
| Година | Добитник                     | Улога                     | Филм                           | Изв.   |
| ------ | ---------------------------- | ------------------------- | ------------------------------ | ------ |
| 1967.  | Слободан Перовић             | Велимир Бамберг           | Буђење пацова                  | [ 3 ]  |
| 1967.  | Беким Фехмију                | Бели Бора                 | Скупљачи перја                 | [ 3 ]  |
| 1968.  | Љуба Тадић                   | Страхиња Петровић         | Пре истине                     | [ 4 ]  |
| 1969.  | Павле Вуисић                 | Дјед Јура                 | Догађај                        |        |
| 1970.  | Фабијан Шоваговић            | Анте                      | Лисице                         |        |
| 1971.  | Велимир Бата Живојиновић     | Богољуб Бата Радулашки    | Доручак са ђаволом             |        |
| 1972.  | Драган Николић               | Младић                    | Без речи                       | [ 5 ]  |
| 1973.  | Велимир Бата Живојиновић (2) | Никола                    | Сутјеска                       |        |
| 1974.  | Арнолд Товорник              | Тјаш                      | Лет мртве птице                |        |
| 1975.  | Љуба Тадић (2)               | Младен Стојановић         | Доктор Младен                  | [ 4 ]  |
| 1976.  | Ратко Полич                  | Мартин Кацур              | Идеалист                       |        |
| 1977.  | Павле Вуисић (2)             | Крцков отац               | Лептиров облак                 |        |
| 1977.  | Павле Вуисић (2)             | Филип Бекић               | Хајка                          |        |
| 1978.  | Душан Јанићијевић            | Жика Јовановић            | Тамо и натраг                  |        |
| 1979.  | Драган Николић (2)           | Флојд                     | Национална класа               | [ 6 ]  |
| 1980.  | Александар Берчек            | Мишко Крстић              | Ко то тамо пева                |        |
| 1981.  | Слободан Алигрудић           | Отац                      | Сјећаш ли се Доли Бел          | [ 6 ]  |
| 1982.  | Милан Штрљић                 | Филип Млинарић            | Хоћу живјети                   | [ 7 ]  |
| 1983.  | Душан Јанићијевић (2)        | Бора                      | Задах тела                     |        |
| 1984.  | Данило Бата Стојковић        | Илија Чворовић            | Балкански шпијун               |        |
| 1985.  | Предраг Манојловић           | Мехмед Меша Зољ           | Отац на службеном путу         | [ 6 ]  |
| 1986.  | Борис Каваца                 | Макс                      | Корморан                       |        |
| 1987.  | Жарко Лаушевић               | Петар Хорват              | Официр с ружом                 |        |
| 1987.  | Жарко Лаушевић               | Скоби                     | Октоберфест                    |        |
| 1988.  | Иво Бан                      | Ото Керн                  | Отпадник                       |        |
| 1989.  | Раде Марковић                | Професор Миша             | Сабирни центар                 | [ 6 ]  |
| 1990.  | Светозар Цветковић           | Младић                    | Време чуда                     | [ 6 ]  |
| 1991.  | Миодраг Кривокапић           | Тимотије                  | Вирџина                        | [ 6 ]  |
| 1992.  | Александар Берчек (2)        | Капетан Родин             | Увод у други живот             |        |
| 1993.  | Лазар Ристовски              | Аранђел                   | Византијско плаво              | [ 6 ]  |
| 1994.  | Светозар Цветковић (2)       | Никола                    | Ни на небу, ни на земљи        |        |
| 1995.  | Предраг Манојловић (2)       | Марко Дрен                | Подземље                       |        |
| 1996.  | Небојша Глоговац             | Богдан                    | Убиство с предумишљајем        |        |
| 1997.  | Никола Ђуричко               | Мали                      | До коске                       |        |
| 1998.  | Никола Којо                  | Боки                      | Купи ми Елиота                 |        |
| 1999.  | Александар Берчек (3)        | Халил                     | Нож                            | [ 8 ]  |
| 1999.  | Александар Берчек (3)        | Димитрије                 | Буре барута                    | [ 8 ]  |
| 2000.  | Иван Јевтовић                | Турча                     | Небеска удица                  | [ 9 ]  |
| 2001.  | Никола Ђуричко (2)           | Стева                     | Нормални људи                  |        |
| 2002.  | Гордан Кичић                 | Цоле                      | Мала ноћна музика              | [ 10 ] |
| 2002.  | Гордан Кичић                 | Срба                      | Она воли Звезду                | [ 10 ] |
| 2003.  | Марко Николић                | Змај                      | Кордон                         | [ 11 ] |
| 2004.  | Лазар Ристовски (2)          | Старији водник Рас        | Мали свет                      | [ 12 ] |
| 2005.  | Срђан Тодоровић              | Ратко                     | Сиви камион црвене боје        | [ 13 ] |
| 2005.  | Срђан Тодоровић              | Мане Меланхолик           | Флерт                          | [ 13 ] |
| 2006.  | Милан Гутовић                | Озрен                     | Условна слобода                | [ 14 ] |
| 2006.  | Милан Гутовић                | Милан                     | Седам и по                     | [ 14 ] |
| 2007.  | Горан Шушљик                 | Раша                      | Хадерсфилд                     | [ 15 ] |
| 2008.  | Бранислав Лечић              | Хорст из Немачке          | На лепом плавом Дунаву         | [ 16 ] |
| 2009.  | Гордан Кичић (2)             | Алек                      | Чекај ме, ја сигурно нећу доћи | [ 17 ] |
| 2009.  | Гордан Кичић (2)             | Лале                      | Турнеја                        | [ 17 ] |
| 2010.  | Предраг Манојловић (3)       | Азем                      | Беса                           | [ 18 ] |
| 2010.  | Предраг Манојловић (3)       | Никола                    | Нека остане међу нама          | [ 18 ] |
| 2011.  | Милош Биковић                | Александар Тирнанић Тирке | Монтевидео, Бог те видео!      | [ 19 ] |
| 2012.  | Уликс Фехмију                | Мићун                     | Устаничка улица                | [ 20 ] |
| 2013.  | Александар Берчек (4)        | Ранко                     | Кругови                        | [ 21 ] |
| 2014.  | Срђан Тодоровић (2)          | Младен                    | Атомски здесна                 | [ 22 ] |
| 2015.  | Никола Ракочевић             | Рудолф                    | Бранио сам Младу Босну         |        |
| 2016.  | Лазар Ристовски (3)          | Жарко                     | С оне стране                   | [ 23 ] |
| 2017.  | Војин Ћетковић               | Лаза Костић               |                                |        |
| 2018.  | Радован Вујовић              | Александар                | Изгредници                     |        |
| 2019.  | Сергеј Трифуновић            | Бане                      | Ајвар                          |        |
| 2020.  | Владимир Гвојић              | Сале                      | А.С.(25)                       |        |
| 2021.  | Милан Марић                  | Тома Здравковић           | Тома                           | [ 24 ] |
| 2022.  | Слободан Нинковић            | Миленко                   | Комедија на три спрата         | [ 25 ] |
| 2023.  | Денис Мурић                  | Зизи                      | Индиго кристал                 | [ 26 ] |
| 2024.  | Радивоје Буквић              | Драгослав Поповић         | Чувари формуле                 | [ 27 ] |

## Вишеструко награђивани глумци
| Добитник           | Број награда | Године                  |
| ------------------ | ------------ | ----------------------- |
| Александар Берчек  | 4            | 1980, 1992, 1999, 2013. |
| Предраг Манојловић | 3            | 1985, 1995, 2010.       |
| Лазар Ристовски    | 3            | 1993, 2004, 2016.       |
| Љуба Тадић         | 2            | 1968, 1975.             |
| Павле Вуисић       | 2            | 1969, 1977.             |
| Бата Живојиновић   | 2            | 1971, 1973.             |
| Драган Николић     | 2            | 1972, 1979.             |
| Душан Јанићијевић  | 2            | 1978, 1983.             |
| Светозар Цветковић | 2            | 1990, 1994.             |
| Никола Ђуричко     | 2            | 1997, 2001.             |
| Гордан Кичић       | 2            | 2002, 2009.             |
| Срђан Тодоровић    | 2            | 2005, 2014.             |